# Block Up Converter

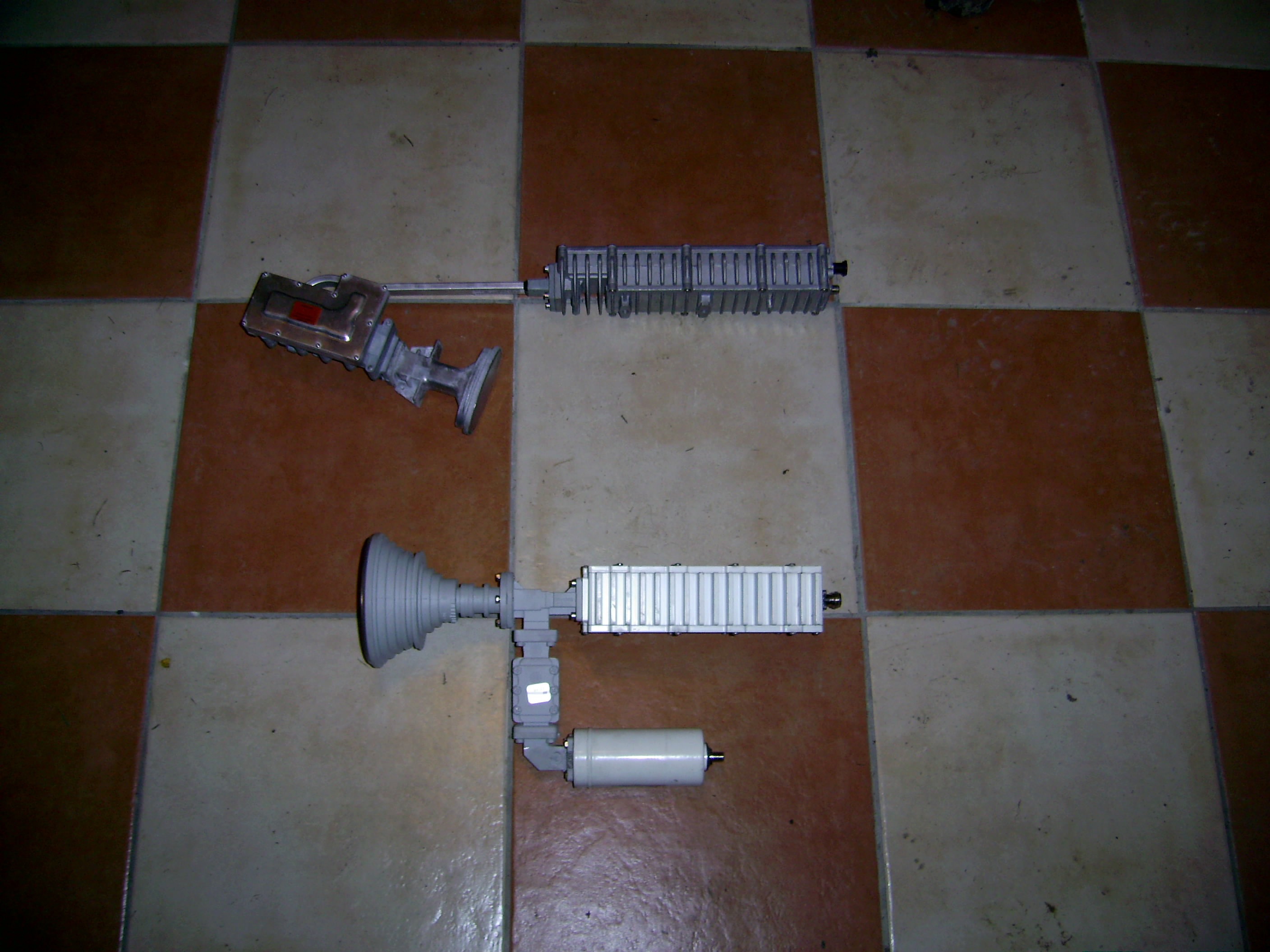
Peces desmuntades d'un out-door unit (sense l'antena). Comprenen el BUC i el LNB que s'uneixen pel OMT a l'alimentador.

El supraconvertidor de bloc, comunament conegut per les sigles BUC (de l'anglès block up-converter) és un dispositiu utilitzat en la transmissió (enllaç ascendent o uplink) de senyals de comunicació via satèl·lit. Per aquesta qualitat és utilitzat per a la transmissió, i no per a la recepció, també se li denomina Bloc de Transmissió o TXB.
Actua d'interfície convertint a l a banda de freqüències de l'antena parabòlica (típicament des de la L fins a la Ca) els senyals de banda base dels equips locals connectats al mòdem satelital.
En els sistemes VSAT el BUC forma part del que es denomina out-door unit (ODU) i està típicament emplaçat en l'exterior, juntament amb la pròpia antena, el LNB (que s'encarrega de la recepció), el transductor ortogonal (OMT o ortoacoplador) i el feedhorn (o alimentobocina).
La ODU està connectada a la IDU (In-Door-Unit) pel IFL (Inter-Facility-Link) o cable coaxial, que és convenient que no mesuri més de 36,5 metres de llarg i que sol ser del tipus Comscope 5729.
El plat rep el senyal i l'enfoca en la botzina. La botzina lliura el senyal al
LNB. El LNB converteix les freqüències de satèl·lit a una freqüència intermèdia (IF) que és més fàcil de transmetre pel cablejat o IFL (Inter-Facility Link) a la Unitat d'Interior (IDU). El BUC, present en les comunicacions de doble via, opera en l'adreça oposada i converteix el senyal d'IF de la IDU a les altes freqüències requerides per a la transmissió al satèl·lit.